# Фроловское (Вологодская область)
Фроловское — деревня в Вологодском районе Вологодской области.
Входит в состав Марковского сельского поселения, с точки зрения административно-территориального деления — в Марковский сельсовет.
Расстояние по автодороге до районного центра Вологды — 31 км, до центра муниципального образования Васильевского — 9 км. Ближайшие населённые пункты — Неверовское, Редькино, Ивановское.
По переписи 2002 года население — 2 человека.